# He'an
He'an (kinesiska: 和安) är en köping i sydöstra Kina. Den ligger i Xuwen härad i staden Zhanjiang i provinsen Guangdong, omkring 410 kilometer sydväst om provinshuvudstaden Guangzhou. Antalet invånare är 33 826. Befolkningen består av 16 038 kvinnor och 17 788 män. Barn under 15 år utgör 23,0 %, vuxna 15-64 år 68 %, och äldre över 65 år 8,0 %.